# Schwarzfüßiger Hanuman-Langur
Der Schwarzfüßige Hanuman-Langur (Semnopithecus hypoleucos) ist eine Primatenart aus der Gruppe der Schlankaffen und ist eine der sechs Arten, in die die Untergattung Hanuman-Languren innerhalb der Gattung der Indischen Languren (Semnopithecus), in jüngeren Systematiken aufgeteilt wird. Er gehört zu den kleineren Hanuman-Langur-Arten.

## Verbreitung und Unterarten

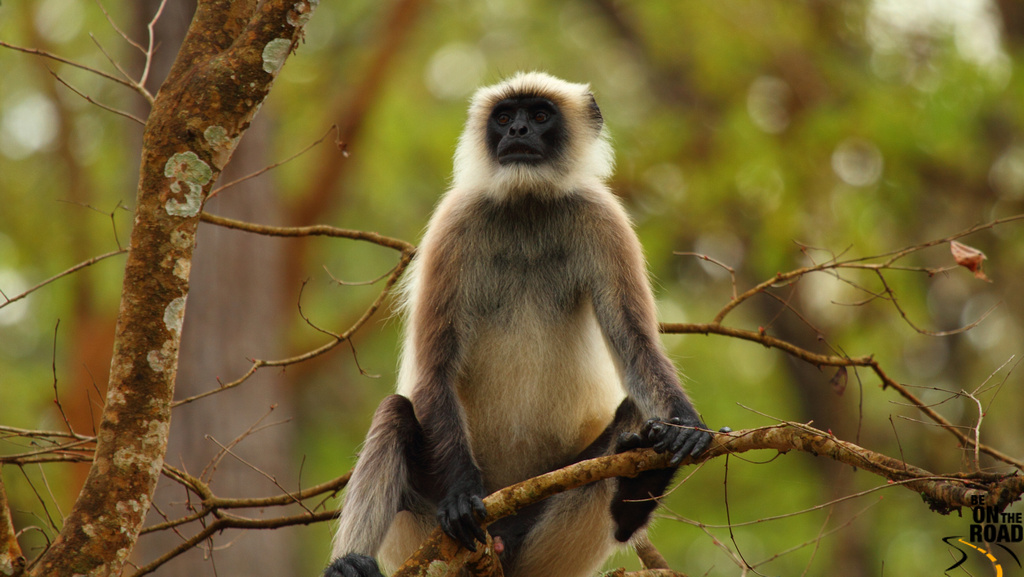
Die südliche Unterart S. h. hypoleucos im Nagarhole-Nationalpark

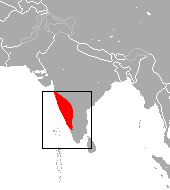
Verbreitungsgebiet des Schwarzfüßigen Hanuman-Languren

Diese Primaten sind an feuchte Lebensräume angepasst und leben im südwestlichen Indien, wo sie in einem Streifen vom mittleren Karnataka bis ins nördliche Kerala vorkommen. Es gibt drei Unterarten:
- S. h. hypoleucos (engl. „Travancore Langur“) kommt in den südlichen Westghats von den Brahmagirihügeln südlich bis zum Silent-Valley in Kerala vor.
- S. h. achates (Syn.: S. dussumieri achates, engl. „Northern Malabar Langur“) lebt an den östlichen Abhängen der Westghats und am westlichen Rand des Dekkan-Plateaus.
- S. h. iulus (Syn.: S. dussumieri iulus, engl. „Black-legged Langur“) kommt von den Jog-Wasserfällen im Norden bis zu den Brahmagirihügeln vor.

Im Süden des Verbreitungsgebietes hybridisiert S. h. hypoleucos mit dem Nilgiri-Languren (S. johnii). Die Hybriden sehen aus wie braune Nilgiri-Languren.

## Merkmale
Wie alle Hanuman-Languren sind sie schlanke, langschwänzige Tiere. Der Schwarzfüßige Hanuman-Langur zählt zu den kleineren Vertretern seiner Gattung, sein Körper ist schlank und der Schwanz länger als der Körper. Die Kopf-Rumpf-Länge ausgewachsener Tiere der nördlichen Unterart (S. h. achates) liegt zwischen 52 und 68 cm und der Schwanz ist zwischen 73 und 109 cm lang. Männliche Affen können ein Gewicht von 13,6 bis 15,9 kg erreichen, Weibchen sind mit 10,7 bis 12,2 kg erheblich leichter. Bei S. h. iulus beträgt die Kopf-Rumpf-Länge 50,8 bis 55,5 cm, die Schwanzlänge liegt bei 72,5 bis 91,4 cm und Männchen wiegen im Schnitt 9,5 kg und Weibchen haben ein Durchschnittsgewicht von 8,4 kg.
Das Fell dieser Primaten ist am Rücken graubraun gefärbt, die Gliedmaßen sind dunkel. Der übrige Körper ist hingegen gelblich-weiß. Namensgebendes Merkmal sind die schwarzgefärbten Hände und Füße, das Gesicht ist wie bei allen Hanuman-Languren dunkel und unbehaart.

## Lebensweise
Lebensraum der Schwarzfüßigen Hanuman-Languren sind vorwiegend Regenwälder bis in Höhen von 1200 Metern, daneben kommen sie auch in anderen Waldtypen und auch in der Nähe des Menschen, etwa in Gärten vor. Im vom Menschen dicht besiedelten Küstenbereich unterhalb einer Höhe von 100 Metern fehlen sie. Die Unterarten S. h. hypoleucos und S. h. iulus sind spezialisierte Bewohner immergrüner, feuchter Bergwälder. S. h. achates kommt auch in Ebenen und trockeneren Wäldern bis in Höhen von 700 Metern vor.
Schwarzfüßige Hanuman-Languren sind tagaktiv und halten sich sowohl am Boden (etwa 20 bis 40 % der aktiven Zeit) als auch in den Bäumen auf. Auf dem Boden bewegen sie sich erheblich schneller als in den Bäumen. Sie leben in Gruppen, die wie bei anderen Hanuman-Languren vorwiegend Haremsgruppen, das heißt, dass ein Männchen mehrere Weibchen um sich schart, oder reine Männergruppen sind. Bei Hubballi-Dharwad beobachtete Haremsgruppen waren 15 bis 27 Individuen stark, reine Männchengruppen bestanden aus 2 bis 59 Tieren. Die Reviere der Haremsgruppen waren 10 bis 33 Hektar groß. Die Nahrung dieser Tiere besteht vorwiegend aus Blättern, daneben nehmen sie auch Früchte, Samen, Knospen und anderes zu sich. Eine in der Nähe von Hubballi-Dharwad untersuchte Gruppe verbrachte 58 % der für die Nahrungsaufnahme verwendeten Zeit mit dem Verspeisen von Blättern, 29 % mit dem Fressen von Samen und Früchten, 7 % mit dem Fressen von Blüten und 6 % mit dem Fressen von Rinde, Käfern, anderen Insekten und Sonstigem. Dazu gehörten kleine, schwarze Raupen und Gallen von Terminalia elliptica.
Die Affen vermehren sich das ganze Jahr über, Neugeborene werden aber am häufigsten von Dezember bis April gesichtet. Die meisten Geburten finden innerhalb von 2 bis 6 Monaten statt, der Zeitraum schwankt jedoch von Gruppe zu Gruppe und von Jahr zu Jahr. Um die schwärzlich gefärbten Jungen kümmern sich vor allem die Weibchen, die Männchen spielen jedoch mit ihnen und verteidigen ansonsten das Revier. Jungtiere werden mit einem Alter von etwa 20 Monaten entwöhnt und sind mit drei Jahren völlig selbstständig. Von allen südindischen Langurenarten wurde der Schwarzfüßige Hanuman-Langur bisher am wenigsten erforscht.

## Gefährdung und Schutz
Aufgrund der fortschreitenden Verkleinerung ihres Lebensraums wird ein zukünftiger Rückgang der Populationen befürchtet, als Hauptgefahr gilt jedoch die Bejagung. Die IUCN listet den Schwarzfüßigen Hanuman-Langur als „gefährdet“ (vulnerable). Die Affen kommen in verschiedenen Schutzgebieten vor, S. h. iulus unter anderem im Kudremukh-Nationalpark und im Mollem-Nationalpark und S. h. hypoleucos im Brahmagiri- und im Nagarhole-Nationalpark.

## Belege
1. 1 2 3 4 5 6 7  D. Zinner, G. H. Fickenscher & C. Roos: Family Cercopithecidae (Old World monkeys). Seiten 735–736 in Russell A. Mittermeier, Anthony B. Rylands & Don E. Wilson: Handbook of the Mammals of the World: Primates: 3. ISBN 978-8496553897